# Maestro
Maestro (feminino: maestrina) (do latim: magister) ou regente é alguém que rege uma orquestra ou coro. O termo também é aplicado a um virtuose ou grande compositor.

## História
O maestro como conhecemos hoje surgiu no Romantismo musical, quando a massa orquestral ou coral tomou grandes proporções.
Antes disto, no barroco e no período clássico, a figura do maestro não era materializada. Os grupos eram pequenos (orquestras de câmara) e todos os músicos podiam se entreolhar para analisar dinâmicas e entradas. Porém, já no classicismo, com o início do crescimento da massa orquestral ou coral, quem coordenava era o músico mais visível: o primeiro violinista ou algum instrumentista de sopro. Em composições com acompanhamento por instrumento de teclado, o cravo na época e depois o piano, quem tocava este instrumento conduzia a orquestra. Tem-se notícia de Bach e Mozart regendo sentados ao instrumento.
Uma evolução deste estado inicial foi a marcação do tempo (métrica musical) através de batidas de um bastão no chão. Contudo, o ruído produzido pela batida afetava diretamente a música, pois todos precisavam ouvir a marcação (batidas) e assim todo o público também a ouvia. Desta forma, alguns músicos optaram por marcar o tempo com as mãos e braços e outros, ainda, enrolavam as partituras e marcavam o tempo de maneira visual.
Carl Maria von Weber foi quem introduziu uma vareta ou pequeno bastão para substituir o rolo de partitura. A esta vareta deu-se o nome de batuta.

## Regência
A regência é o ato de conduzir um grupo de músicos, através do gestual, geralmente exercida pelo maestro.

## Regente e regência musical
A regência musical é a atividade através da qual se pode coordenar, dirigir e liderar as atividades musicais realizadas em grupo, para que apresentem coesão e coerência em sua manifestação.
Há grupos que possuem um(a) regente que se posiciona à frente de todos e comunicando referenciais para que os integrantes do grupo possam realizar uma execução musical com unidade interpretativa. E há outros grupos que não possuem um(a) regente destacado. Mas, independente disso, qualquer que seja a situação, todo conjunto musical precisa de um tipo de direção, de uma liderança.
A regência é uma atividade que envolve diversos aspectos: musicais, gestuais, vocais, psicopedagógico e psicológicas. O(a) regente deve representar e promover a unidade da expressão artístico-musical de um grupo de pessoas, mesmo que elas tenham habilidades artísticas heterogêneas. Para isso, precisa se preparar em todos os aspectos citados, principalmente na sua formação musical: bom domínio da partitura, percepção sonora apurada para poder distinguir aquilo que estará conduzindo, conhecimento e compreensão de estilos, gêneros, autores, épocas, questões de contraponto, harmonia e análise musical, etc.
Para o exercício da regência existem gestos convencionais que precisam ser dominados. Eles foram estabelecidos ao longo da história da atividade da regência e permitem um tipo específico de comunicação compreensível por todos que participam do grupo. Existem gestos pessoais que caracterizam o estilo de cada regente, mas algumas convenções, até internacionais, são importantes para que a comunicação se estabeleça de forma homogênea entre grupos distintos.
O maestro comanda a orquestra usando a batuta para melhorar a visualização pelos músicos e cantores. Maestros como Leopold Stokowski (1882–1977), Kurt Masur (1927–2015) e Pierre Boulez (1925–2016), entre outros, notabilizaram-se por regerem sem batuta.